# Володарский (Оренбургская область)
Волода́рский — посёлок в Первомайском районе Оренбургской области. Административный центр Володарского сельсовета.

## География
Посёлок примыкает к восточным окраинам посёлка Первомайский, административного центра района, фактически сливаясь с последним.

## История
Посёлок основан в 1930 году как отделение совхоза имени Володарского.

## Население
| 2010 |
| ---- |
| 1943 |